# Heidersdorf
Heidersdorf är en kommun och ort i Landkreis Erzgebirgskreis i förbundslandet Sachsen i Tyskland. Kommunen har cirka 800 invånare.
Kommunen ingår i förvaltningsområdet Seiffen/Erzgeb. tillsammans med kommunerna Deutschneudorf och Seiffen/Erzgeb..